# Mielno (powiat Koszaliński)
Mielno is een plaats in het Poolse district  Koszaliński, woiwodschap West-Pommeren. De plaats maakt deel uit van de gemeente Mielno en telt 2200 inwoners.

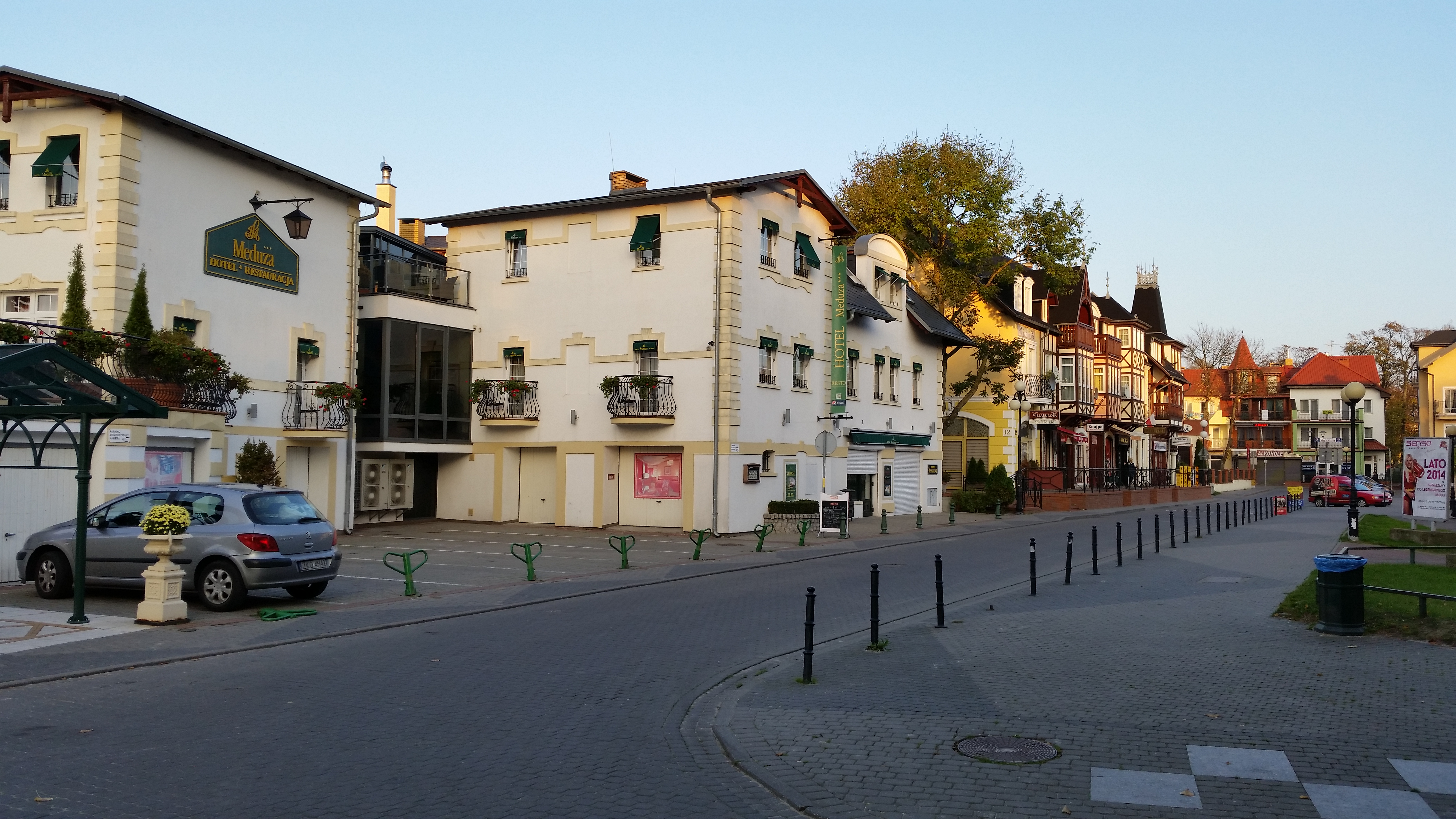
Mielno
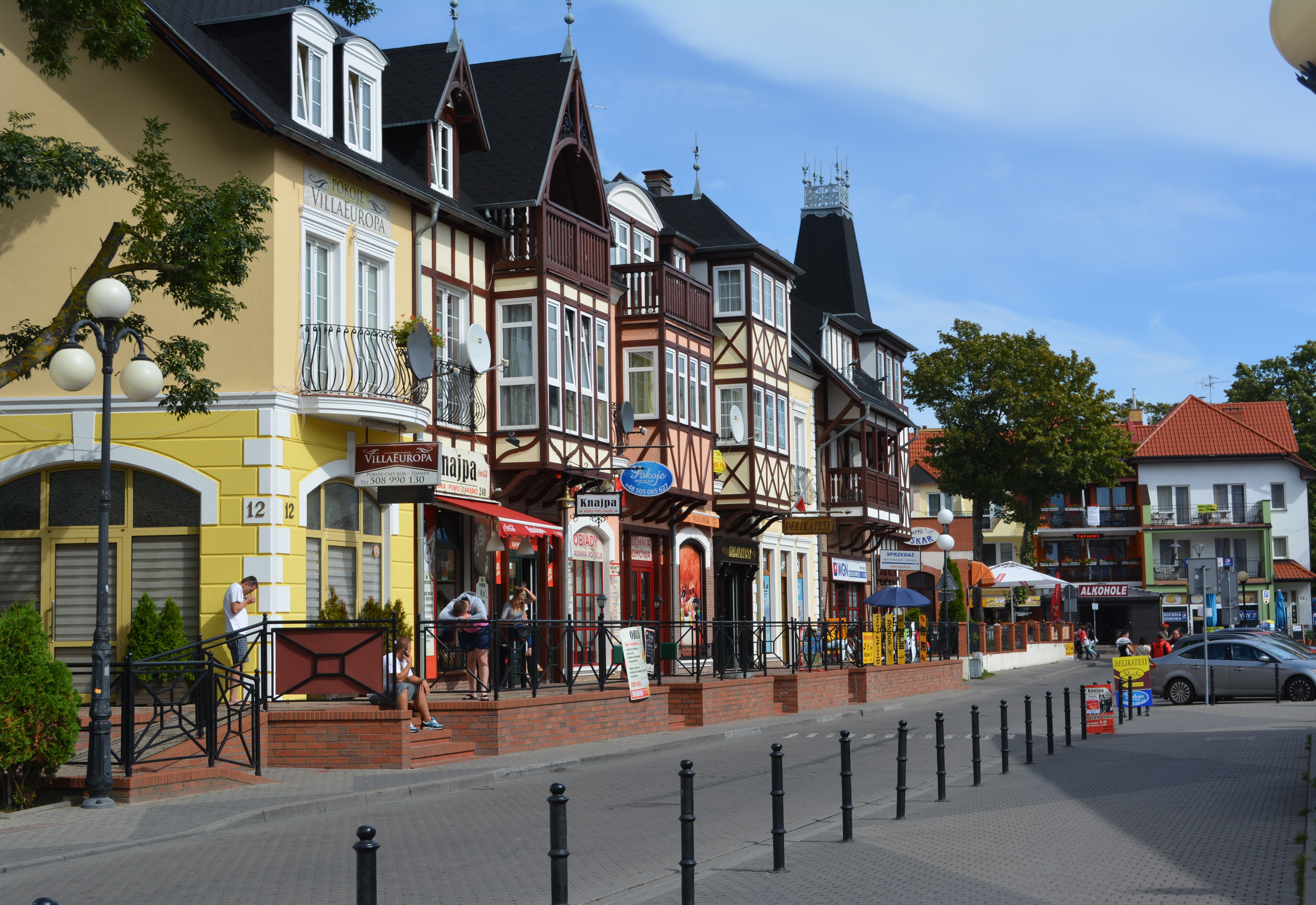
Straat in Mielno
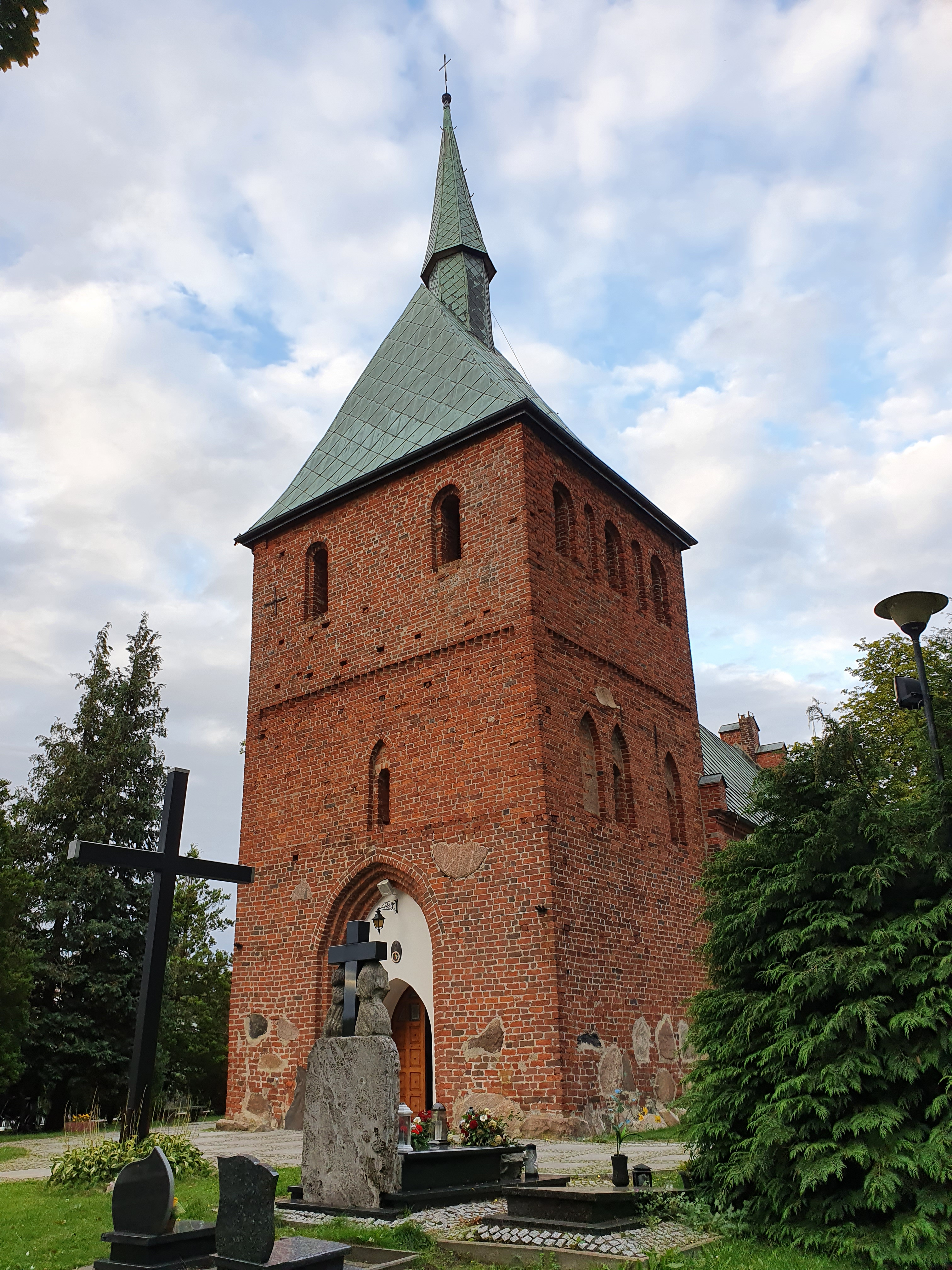
Kerk in Mielno
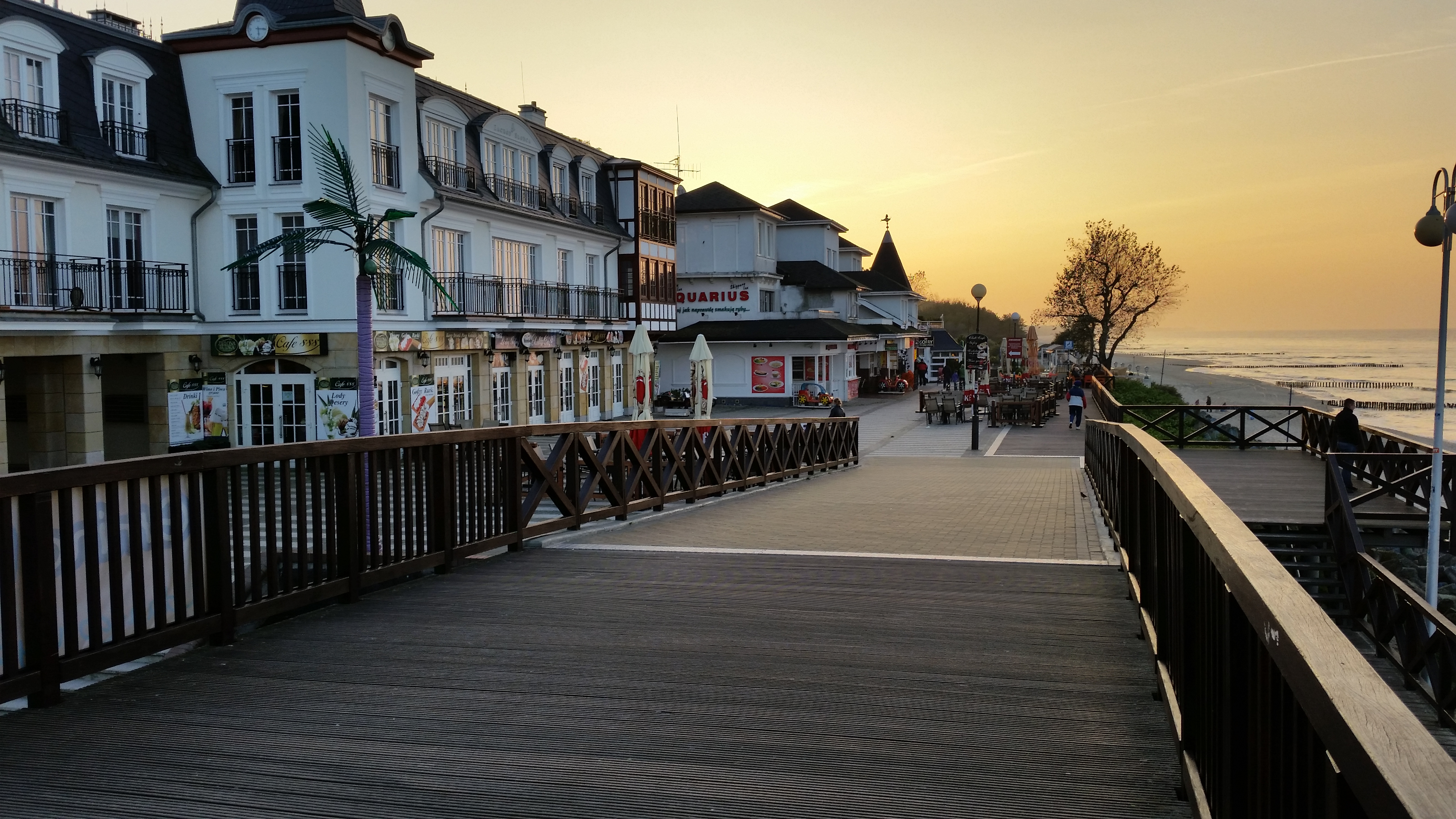
Strandpromenade van Mielno